# امیل دلاهیه
امیل دلاهیه (انگلیسی: Émile Delahaye؛ ۱۶ اکتبر ۱۸۴۳ – ۱ ژوئن ۱۹۰۵) کارآفرین، بازرگان و مدیر ارشد اجرایی فرانسوی بود، که در سال ۱۸۹۴ شرکت دلاهیه را تأسیس نمود.